# Храм Софии Премудрости Божией у Пушечного двора
Храм Софии Премудрости Божией у Пушечного двора, что на Лубянке (Храм Софии Премудрости Божией на Софийке) — православный храм, принадлежащий к Сретенскому благочинию Московской городской епархии Русской православной церкви. Находится по адресу: Пушечная улица, дом 15.

## История
Деревянная церковь на этом месте известна с 1480 года. В 1650 году была построена новая деревянная церковь, но она сгорела в пожаре 1685 года. Каменную церковь вместо сгоревшей возводят к 1692 году. Во время строительства храма службы проходят в отстроенном чуть ранее (1691) приделе во имя Николая Чудотворца. Храм был перестроен во второй половине XVIII века: обновлены фасады, изменено купольное покрытие. В 1816 году к храму пристраивают колокольню, а в 1842 году перестраивают трапезную и приделы. Ещё раз церковь обновляют в 1913 году.
В 1932 году храм закрывают, разбирают верх колокольни, сносят колоннаду. В здании размещают фабрику экспериментальной спортивной одежды «Динамо». С 1990 года здание бывшей церкви и прилегающая территория передаются КГБ. В 2001 году сотрудники Федеральной службы безопасности принимают решение о создании своей православной общины, руководство службы поддержало эту инициативу. Храм освятил 6 марта 2001 года патриарх Алексий II. После освящения директор ФСБ Николай Патрушев передал патриарху символический ключ от храма.

## Приделы
- Казанской иконы Божией Матери
- Святителя Николая

## Духовенство
- Настоятель: протоиерей Александр Дмитриевич Миронов[1]